# Denny Dent
Dennis E. "Denny" Dent (5 avril 1948 – 29 mars 2004) est un speed painter américain qui est réputé pour ses performances frénétiques alors qu'il peignait des portraits immenses de célébrités.

## Biographie

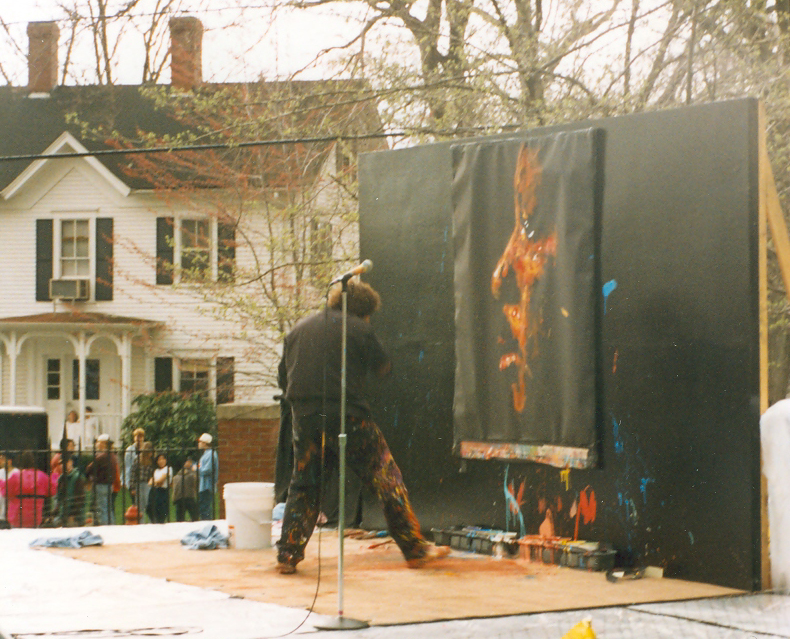
Denny Dent peignant Martin Luther King, Jr. à l'Université Tufts en 1995. Cette peinture est actuellement accrochée au Centre du Campus Mayer à Tufts.

Dent est né à Oakland en Californie dans une famille d'artistes et est diplômé du Lycée d'Oakland. « Mon grand-père était ambidextre » précise l'artiste, un signe de son patrimoine génétique pour ses talents dans l'emploi de ses deux mains, à la fois « ébéniste et artiste ». "Ma  mère était peintre et m'a toujours dit que j'étais un artiste. Ceci est l'héritage de la famille. » ajoute Denny Dent. Bien que  personne n'ait pu être capable de le vérifier, le grand-père de Dent a soutenu qu'ils étaient les descendants de Titien, le maître de la Renaissance italienne. Sa mère a eu une influence sur la pratique de son art. Son style est apparu après qu'il a peint spontanément un portrait de John Lennon lors de la veillée funèbre en 1980. Dent a épousé  Ali Christina Flores.
La performance de Denny Dent, à qui on fait référence en parlant d'une « Attaque artistique à deux poings », consiste à peindre rapidement sur une toile noire de 1,8 mètre avec de multiples pinceaux dans les deux mains avec un accompagnement musical, l'artiste n'hésitant pas à utiliser ses mains nues pour peindre.
Durant la diffusion de chansons pop/rock, il était capable de terminer un portrait. Ses sujets sont le plus souvent des musiciens, mais ils pouvaient aussi peindre des animateurs, des personnalités sportives, des leaders politiques. Une de ses plus célèbres performances était le concert de  Woodstock en 1994.
Mr Dent pouvait aussi être capable de peindre avec ses pieds mais a rarement réalisé cette performance en public. Ce qu'il a nommé sa « danse sur la toile », consistait en des mouvements maniaques et envoûtants. Il a précisé qu'il méprisait le fait d'être mentionné dans le livre Guinness des records comme l'artiste le plus rapide du monde car il craignait que cette distinction puisse réduire la portée de son message inspiré au sujet des grâces salvatrices de l'art.
“J'en ai assez de déranger le cœur de la nation” a-t-il affirmé à l'ancien Président Gerald R. Ford quand il l'a peint en 8 minutes au Palace Caesars à Las Vegas, selon un article dans The Rocky Mountain News en 1995. "Je n'ai pas de temps à perdre.” a-t-il précisé.
Une peinture que Dent a réalisée d'Albert Einstein est accrochée dans l'immeuble abritant les Halls de la Bibliothèque sur le campus de  St. Louis Community College–Meramec.
Dent est mort à Denver à la suite de complications en lien avec une attaque cardiaque.

## Culture populaire
Dans les séries Pawn Stars, sur la chaîne Histoire, la peinture verte de Dent de Jim Morrison est présentée avantageusement sur un mur du magasin. Le magasin montre aussi d'autres peintures de Dent de Stevie Wonder et Jimi Hendrix et dans un épisode, l'échoppe a acquis un portrait de John Lennon peint par Dent.